# 张平 (演员)
张平（1917年11月20日—1986年10月17日），原名倪家驹、倪梦良，祖籍山东曲阜，生于江苏昆山，中国表演艺术家。

## 生平
祖籍山东曲阜，1917年出生于江苏昆山。

## 参演作品
- 1949年《光芒万丈》（饰 周明英）
- 1950年《钢铁战士》（饰 张志坚）
- 1954年《沙家店粮站》（饰 石得富）
- 1959年《风暴》（饰 孙玉亮）
- 1959年《粮食》（饰 康洛太）
- 1962年《停战以后》（饰 顾青）
- 1963年《怒潮》（饰 邱金）
- 1963年《小兵张嘎》（饰 钟亮）
- 1964年《千万不要忘记》（饰 丁海宽）
- 1977年《十月的风云》 （饰 徐建）
- 1977年《黑三角》（饰 洪局长）
- 1979年《柳暗花明》（饰 老县长）
- 1980年《他们在相爱》（饰 陈浩）
- 1982年《白鸽》（饰 吴书记）